# Les Trois-Moutiers

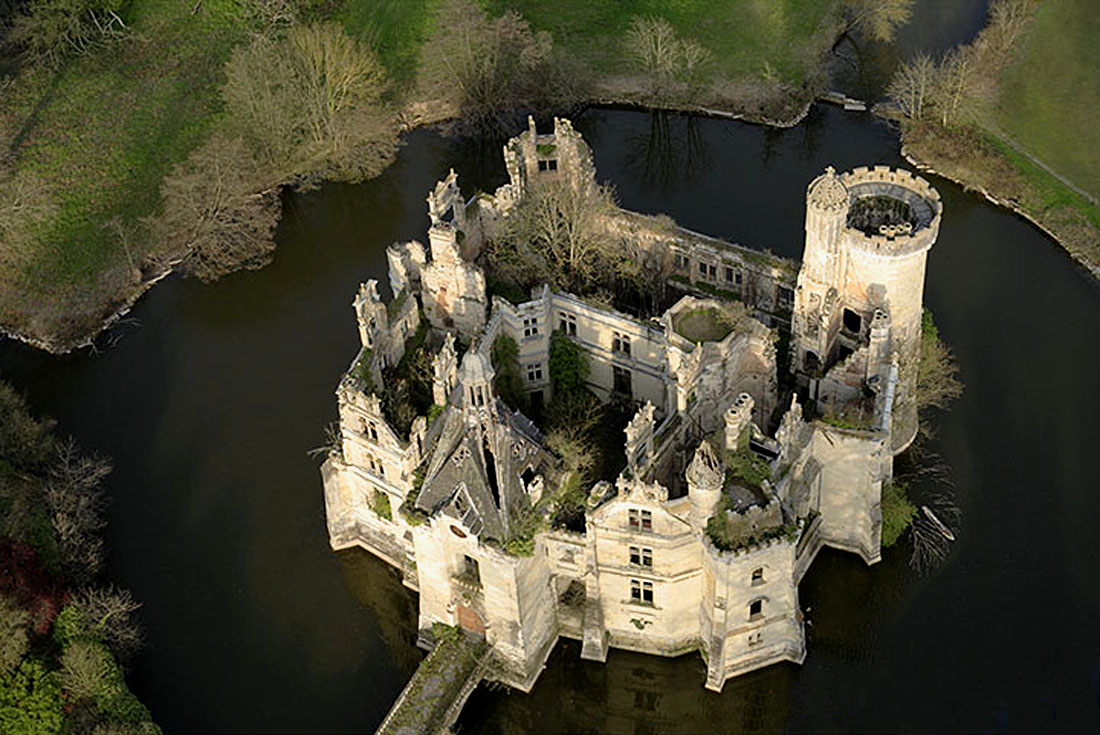
Kasteel

Les Trois-Moutiers is een gemeente in het Franse departement Vienne (regio Nouvelle-Aquitaine) en telt 927 inwoners (1999). De plaats maakt deel uit van het arrondissement Châtellerault.

## Geografie
De oppervlakte van Les Trois-Moutiers bedraagt 36,0 km², de bevolkingsdichtheid is 25,8 inwoners per km².
De onderstaande kaart toont de ligging van Les Trois-Moutiers met de belangrijkste infrastructuur en aangrenzende gemeenten.

## Demografie
Onderstaande figuur toont het verloop van het inwonertal (bron: INSEE-tellingen).